# Aglossorrhyncha serrulata
Aglossorrhyncha serrulata är en orkidéart som beskrevs av Rudolf Schlechter. Aglossorrhyncha serrulata ingår i släktet Aglossorrhyncha och familjen orkidéer. Inga underarter finns listade i Catalogue of Life.